# Championnat de Belgique de football 2014-2015
Navigation
2013-2014 2015-2016
La saison 2014-2015 de la Jupiler Pro League est la 112e saison de la première division belge.
Le premier niveau du championnat oppose les seize meilleurs clubs de Belgique en une série de trente rencontres jouées durant le championnat, puis de cinq à dix matchs durant des play-offs. 
Au terme de la « phase classique » du championnat, les seize équipes sont réparties en trois niveaux de play-offs en fonction de leur classement. Les six premiers sont regroupés dans les « Play-offs 1 » et voient leurs points divisés par deux. Ils se rencontrent à nouveau deux fois (à domicile et en déplacement), le premier au terme de ce mini-championnat remportant le titre de champion de Belgique. Les équipes classées de la septième à la quatorzième place sont divisées en deux groupes de quatre dans les « Play-offs 2 » et leurs points ramenés à zéro. Les équipes s'affrontent deux fois chacune (une fois à domicile et une fois à l'extérieur), les deux vainqueurs de chaque groupe disputant ensuite la finale des « Play-offs 2 ». 
Le quatrième des « Play-offs 1 » (ou le cinquième si le vainqueur de la Coupe de Belgique termine troisième ou quatrième) dispute un match de barrages contre le vainqueur des « Play-offs 2 » pour le dernier ticket européen.
Enfin, les deux derniers classés s'affrontent en « Play-Offs 3 », à cinq reprises maximum. Le quinzième débute avec un avantage de trois points. Dès qu'une équipe est mathématiquement assurée de ne plus pouvoir être rejointe par l'autre, cette mini-compétition s'arrête. Le dernier est directement relégué en Division 2, l'autre équipe est reversée dans le tour final de D2 qu'elle doit remporter pour assurer son maintien.
Le titre est remporté par La Gantoise lors de l'avant dernière journée des « Play-offs 1 ».

## Clubs participants
Légende
- Ligue des champions 2014-2015, phase de groupes
- Ligue des champions 2014-2015, troisième tour de qualification pour non-champions
- Ligue Europa 2014-2015, tour de barrages
- Ligue Europa 2014-2015, troisième tour de qualification
- Ligue Europa 2014-2015, deuxième tour de qualification
- Promu de Belgacom League

| Club                                              | Dernière montée | Budget en M€ | Classement 2013-2014 | Entraîneur                                                             | Depuis | Stade                          | Capacité théorique |
| ------------------------------------------------- | --------------- | ------------ | -------------------- | ---------------------------------------------------------------------- | ------ | ------------------------------ | ------------------ |
| Royal Sporting Club Anderlecht                    | 1935            | 40           | 1                    | Besnik Hasi                                                            | 2014   | Constant Vanden Stock          | 21 500             |
| Royal Standard de Liège                           | 1921            | 25           | 2                    | Guy Luzon (20/10/14) Ivan Vukomanović (02/02/15) José Riga             | 2015   | Stade Maurice Dufrasne         | 30 023             |
| Club Brugge Koninklijke Voetbalclub               | 1959            | 33           | 3                    | Michel Preud'homme                                                     | 2013   | Jan Breydelstadion             | 29 042             |
| Sportvereniging Zulte-Waregem                     | 2005            | 10           | 4                    | Francky Dury                                                           | 2011   | Regenboogstadion               | 14 300             |
| Koninklijke Sporting Club Lokeren Oost-Vlaanderen | 1996            | 8            | 5                    | Peter Maes                                                             | 2010   | Daknamstadion                  | 12 000             |
| Koninklijke Racing Club Genk                      | 1996            | 23           | 6                    | Emilio Ferrera (27/07/14) Alex McLeish                                 | 2014   | Cristal Arena                  | 25 956             |
| Koninklijke Athletische Associatie Gent           | 1989            | 30           | 7                    | Hein Vanhaezebrouck                                                    | 2014   | Stade Artevelde                | 20 000             |
| Koninklijke Voetbalclub Kortrijk                  | 2008            | 8            | 8                    | Yves Vanderhaeghe                                                      | 2014   | Guldensporenstadion            | 9 399              |
| Koninklijke Voetbalclub Oostende                  | 2013            | 9            | 9                    | Frederik Vanderbiest                                                   | 2013   | Albertparkstadion              | 8 000              |
| Royal Sporting du Pays de Charleroi               | 2012            | 8            | 10                   | Felice Mazzu                                                           | 2013   | Stade du Pays de Charleroi     | 17 824             |
| Cercle Bruges Koninklijke Sport Vereniging        | 2003            | 7            | 11                   | Lorenzo Staelens (06/10/14) Arnar Vidarsson (18/03/15) Dennis van Wijk | 2015   | Jan Breydelstadion             | 29 042             |
| Koninklijke Lierse Sport Kring                    | 2010            | 8            | 12                   | Stanley Menzo (31/08/14) Slaviša Stojanovič (28/01/15) Olivier Guillou | 2015   | Stade Herman Vanderpoorten     | 14 538             |
| Yellow Red Koninklijke Voetbalclub Mechelen       | 2007            | 9            | 13                   | Aleksandar Janković                                                    | 2014   | Argosstadion Achter de Kazerne | 13 213             |
| Koninklijke Red Star Waasland-Beveren             | 2012            | 7            | 14                   | Ronny Van Geneugden (30/12/14) Guido Brepoels                          | 2014   | Freethiel                      | 13 290             |
| Koninklijke Voetbal Club Westerlo                 | 2014            | 6            | 1 (D2)               | Dennis Van Wijk (03/01/15) Harm van Veldhoven                          | 2015   | Het Kuipje                     | 8 035              |
| Royal Mouscron-Péruwelz                           | 2014            | 5            | 4 (D2)               | Rachid Chihab (29/12/14) Fernando Da Cruz                              | 2014   | Le Canonnier                   | 10 571             |

### Localisations
| \| Anderlecht Genk FC Bruges Cercle Bruges La Gantoise Lokeren Standard Malines Mouscron-Pér. Courtrai Z-Waregem Ostende Lierse Charleroi Waasland-Bev. Westerlo \| Localisation des clubs engagés en Division 1 2014-2015 |
| Anderlecht Genk FC Bruges Cercle Bruges La Gantoise Lokeren Standard Malines Mouscron-Pér. Courtrai Z-Waregem Ostende Lierse Charleroi Waasland-Bev. Westerlo                                                              |

## Phase classique du championnat

### Classement
Le classement est calculé avec le barème de points suivant : une victoire vaut trois points, le match nul un. La défaite ne rapporte aucun point. À la fin de cette saison, le champion de Belgique est qualifié directement pour la phase des groupes de la Ligue des champions 2015-2016.
 
Critères de départage en cas d'égalité de points :
1. Plus grand nombre de victoires
2. Plus grande « différence de buts générale »
3. Plus grand nombre de buts marqués
4. Plus grand nombre de buts marqués en déplacement

Légende
- Qualifiés pour les play-offs 1
- Qualifiés pour les play-offs 2
- Qualifiés pour les play-offs 3

Abréviations
T : Tenant du titre

C : Vainqueur de la Coupe de Belgique 2014-2015

S : Vainqueur de la Supercoupe de Belgique 2014

 : Promus de Division 2 depuis la saison précédente
mis à jour le 15 mars 2015 à 19h00
| Rang | Équipe                      | Pts | J  | G  | N  | P  | Bp | Bc | Diff |
| ---- | --------------------------- | --- | -- | -- | -- | -- | -- | -- | ---- |
| 1    | Club Brugge KV C            | 61  | 30 | 17 | 10 | 3  | 69 | 28 | +41  |
| 2    | K. AA Gent                  | 57  | 30 | 16 | 9  | 5  | 52 | 29 | +23  |
| 3    | R. SC Anderlecht T S        | 57  | 30 | 16 | 9  | 5  | 51 | 30 | +21  |
| 4    | R. Standard de Liège        | 53  | 30 | 16 | 5  | 9  | 49 | 39 | +10  |
| 5    | KV Kortrijk                 | 51  | 30 | 16 | 3  | 11 | 54 | 35 | +19  |
| 6    | R. Sp. du Pays de Charleroi | 49  | 30 | 14 | 7  | 9  | 44 | 31 | +13  |
| 7    | K. RC Genk                  | 49  | 30 | 13 | 10 | 7  | 38 | 28 | +10  |
| 8    | K. SC Lokeren O-Vl.         | 42  | 30 | 10 | 12 | 8  | 38 | 32 | +6   |
| 9    | YR KV Mechelen              | 41  | 30 | 10 | 11 | 9  | 37 | 39 | -2   |
| 10   | KV Oostende                 | 38  | 30 | 11 | 5  | 14 | 40 | 52 | -12  |
| 11   | K. VC Westerlo              | 33  | 30 | 8  | 9  | 13 | 42 | 63 | -21  |
| 12   | SV Zulte-Waregem            | 31  | 30 | 8  | 7  | 15 | 41 | 54 | -13  |
| 13   | R. Mouscron-Péruwelz        | 26  | 30 | 7  | 5  | 18 | 32 | 51 | -19  |
| 14   | K. RS Waasland-Beveren      | 26  | 30 | 7  | 5  | 18 | 30 | 49 | -19  |
| 15   | Cercle Brugge K. SV         | 24  | 30 | 6  | 6  | 18 | 21 | 45 | -24  |
| 16   | K. Lierse SK                | 22  | 30 | 5  | 7  | 18 | 30 | 63 | -33  |

### Résultat des rencontres
| Résultats (▼dom., ►ext.)                                   | AND | STA | CLU | Z-W | LOK | RCG | AAG | KOR | OST | CHA | CSB | LIE | KVM | WAA | WES | MOU |
| R. SC Anderlecht                                           |     | 0-2 | 2-2 | 0-0 | 1-1 | 0-0 | 1-2 | 2-0 | 3-0 | 1-0 | 3-2 | 3-0 | 1-1 | 1-0 | 4-0 | 3-1 |
| R. Standard de Liège                                       | 2-0 |     | 1-3 | 1-2 | 2-0 | 1-0 | 0-1 | 0-2 | 3-5 | 3-0 | 1-0 | 2-2 | 2-0 | 3-2 | 2-2 | 3-0 |
| Club Brugge KV                                             | 2-2 | 3-0 |     | 2-1 | 1-1 | 4-1 | 2-2 | 5-0 | 2-0 | 1-0 | 1-1 | 1-0 | 1-1 | 4-2 | 5-0 | 3-0 |
| SV Zulte-Waregem                                           | 0-2 | 1-1 | 1-1 |     | 1-0 | 2-0 | 2-1 | 2-0 | 1-4 | 1-3 | 1-2 | 2-3 | 2-3 | 1-4 | 1-3 | 1-1 |
| K. SC Lokeren O-Vl.                                        | 1-2 | 1-1 | 1-3 | 2-1 |     | 1-1 | 3-3 | 1-2 | 3-1 | 5-2 | 0-0 | 2-0 | 3-2 | 3-0 | 0-0 | 1-0 |
| K. RC Genk                                                 | 0-1 | 0-2 | 1-1 | 3-2 | 0-0 |     | 3-2 | 3-0 | 1-1 | 1-1 | 1-1 | 3-0 | 3-0 | 1-0 | 3-1 | 2-0 |
| K. AA Gent                                                 | 0-2 | 1-2 | 2-1 | 3-1 | 1-1 | 0-0 |     | 0-1 | 3-1 | 2-2 | 4-0 | 2-1 | 3-1 | 4-1 | 4-0 | 1-0 |
| KV Kortrijk                                                | 2-3 | 2-3 | 2-0 | 3-1 | 2-3 | 1-1 | 2-3 |     | 0-2 | 0-0 | 1-0 | 1-0 | 3-0 | 2-1 | 6-0 | 3-0 |
| KV Oostende                                                | 0-2 | 3-2 | 2-2 | 1-3 | 0-1 | 1-1 | 1-3 | 1-7 |     | 1-3 | 2-0 | 2-1 | 2-0 | 4-3 | 4-0 | 0-0 |
| R. Charleroi SC                                            | 3-1 | 0-1 | 0-0 | 2-1 | 1-0 | 1-0 | 0-0 | 0-2 | 2-0 |     | 0-2 | 6-0 | 2-0 | 2-2 | 2-3 | 2-0 |
| Cercle Brugge K. SV                                        | 0-2 | 0-1 | 0-3 | 2-2 | 1-0 | 0-1 | 0-0 | 0-4 | 0-1 | 1-0 |     | 1-2 | 2-3 | 1-0 | 1-2 | 2-1 |
| K. Lierse SK                                               | 2-2 | 2-3 | 0-6 | 3-1 | 1-1 | 0-2 | 0-1 | 0-0 | 2-0 | 0-2 | 2-1 |     | 0-1 | 1-1 | 3-3 | 2-2 |
| YR KV Mechelen                                             | 1-1 | 1-0 | 3-1 | 1-1 | 0-1 | 3-1 | 0-0 | 1-2 | 0-0 | 0-0 | 1-1 | 2-1 |     | 2-0 | 5-2 | 1-0 |
| K. RS Waasland-Beveren SK                                  | 0-2 | 0-2 | 0-2 | 1-3 | 0-0 | 0-1 | 0-1 | 1-0 | 1-0 | 1-3 | 1-0 | 2-0 | 2-2 |     | 1-1 | 2-1 |
| K. VC Westerlo                                             | 2-2 | 1-1 | 1-3 | 2-2 | 1-0 | 1-2 | 0-0 | 2-1 | 3-0 | 2-3 | 1-0 | 6-1 | 1-1 | 1-2 |     | 1-3 |
| R. Mouscron-Péruwelz                                       | 4-2 | 5-2 | 1-4 | 0-1 | 2-2 | 1-2 | 1-3 | 0-3 | 0-1 | 0-2 | 4-0 | 2-1 | 1-1 | 1-0 | 1-0 |     |
| - Victoire à domicile - Match nul - Victoire à l'extérieur |     |     |     |     |     |     |     |     |     |     |     |     |     |     |     |     |

## Play-Offs 1
Ce groupe oppose les six premiers du classement à l'issue du championnat. Chaque club reçoit la moitié de ses points, arrondie à l'unité supérieure. Ensuite, les critères pour départager deux équipes à égalité de points sont : 
- l'arrondi supérieur ou inférieur (une équipe ayant bénéficié du "demi-point" d'arrondi le "perd" en cas d'égalité)
- le plus grand nombre de victoires
- la meilleure différence de buts
- le plus grand nombre de buts marqués.

### Classement
| Rang | Équipe                      | Pts | J  | G | N | P | Bp | Bc | Diff |  | Résultats (▼ dom., ► ext.)  | AAG | CLU | AND | STA | CHA | KOR |
| ---- | --------------------------- | --- | -- | - | - | - | -- | -- | ---- |  | --------------------------- | --- | --- | --- | --- | --- | --- |
| 1    | K. AA Gent                  | 49* | 10 | 6 | 2 | 2 | 18 | 11 | +7   |  | K. AA Gent                  |     | 2-2 | 2-1 | 2-0 | 1-1 | 2-0 |
| 2    | Club Brugge C               | 47* | 10 | 5 | 1 | 4 | 16 | 16 | 0    |  | Club Brugge C               | 2-3 |     | 2-1 | 2-1 | 3-1 | 1-0 |
| 3    | R. SC Anderlecht T S        | 46* | 10 | 5 | 2 | 3 | 18 | 13 | +5   |  | R. SC Anderlecht T S        | 2-1 | 3-1 |     | 1-1 | 1-0 | 5-1 |
| 4    | R Standard de Liège         | 40* | 10 | 4 | 1 | 5 | 14 | 13 | +1   |  | R Standard de Liège         | 1-3 | 1-0 | 3-1 |     | 2-0 | 4-0 |
| 5    | R. Sp. du Pays de Charleroi | 36* | 10 | 3 | 2 | 5 | 13 | 15 | -2   |  | R. Sp. du Pays de Charleroi | 2-1 | 2-3 | 0-1 | 1-0 |     | 5-2 |
| 6    | KV Kortrijk                 | 34* | 10 | 2 | 2 | 6 | 11 | 22 | -11  |  | KV Kortrijk                 | 0-1 | 2-0 | 2-2 | 3-1 | 1-1 |     |

* Équipe ayant bénéficié du demi-point d'arrondi supérieur
Légende
- Ligue des champions 2015-2016, phase de groupes
- Ligue des champions 2015-2016, troisième tour de qualification pour non-champions
- Ligue Europa 2015-2016, Phase de groupes
- Ligue Europa 2015-2016, troisième tour de qualification
- Barrage pour la Ligue Europa contre le vainqueur des play-offs 2

Abréviations
T : Tenant du titre

C : Vainqueur de la Coupe de Belgique 2014-2015

S : Vainqueur de la Supercoupe de Belgique 2014
Le Club de Brugge terminant 2e, le 3e récupère le ticket pour la phase de groupes de la Ligue Europa obtenue par le Club de Brugge en Coupe de Belgique. De ce fait, le 4e récupère le ticket du 3e et se qualifie donc pour le troisième tour de qualification de la Ligue Europa et le 5e, quant à lui, récupère le ticket du 4e et est donc qualifié pour le Barrage pour la Ligue Europa contre le vainqueur des play-offs 2.

### Déroulement
Les deux premières journées sont jouées "pour rien" puisque chaque formation s'impose à domicile et en empoche trois points.
Lors de la 3e journée, le Club de Bruges (vainqueur 2-1 contre Anderlecht) et La Gantoise (victoire 1-3 au Standard) confirment leur position de favoris.
Le Standard voit ses illusions de titre partir en fumée lorsqu'il est battu (1-0) à Charleroi pendant la 4e journée. Le FC Bruges se sort de l'ornière, après avoir été longtemps mené par 2 à 0, en quittant la Ghelamco Arena de Gand avec un partage (2-2).

#### Évolution du classement
| Club/Journée | 1 | 2 | 3 | 4 | 5 | 6 | 7 | 8 | 9 | 10 |
| ------------ | - | - | - | - | - | - | - | - | - | -- |
| RSCA         | 3 | 3 | 3 | 3 | 3 | 3 | 2 | 2 | 3 | 3  |
| STA          | 4 | 4 | 5 | 5 | 6 | 4 | 4 | 4 | 4 | 4  |
| CLB          | 1 | 1 | 1 | 1 | 1 | 2 | 3 | 3 | 2 | 2  |
| AAG          | 2 | 2 | 2 | 2 | 2 | 1 | 1 | 1 | 1 | 1  |
| KOR          | 5 | 5 | 4 | 6 | 4 | 5 | 6 | 6 | 6 | 6  |
| CHA          | 6 | 6 | 6 | 4 | 5 | 6 | 5 | 5 | 5 | 5  |

## Play-Offs 2
Les play-offs 2 opposent les clubs classés de la 7e à la 14e place à la fin de la saison régulière. Le vainqueur des play-offs 2 affronte le dernier club pouvant recevoir une place en Ligue Europa : le 5e des play-offs 1 dans un test-match.
Règles de départage : points, victoires, différence de buts, buts marqués, buts marqués à l'extérieur, victoires à l'extérieur, match de barrage.

### Groupe A

#### Classement
| Rang | Équipe                    | Pts | J | G | N | P | Bp | Bc | Diff |  | Résultats (▼ dom., ► ext.) | KVM | RCG | Z-W | WAA |
| ---- | ------------------------- | --- | - | - | - | - | -- | -- | ---- |  | -------------------------- | --- | --- | --- | --- |
| 1    | YR KV Mechelen            | 15  | 6 | 5 | 0 | 1 | 14 | 3  | +11  |  | YR KV Mechelen             |     | 4-0 | 3-0 | 4-1 |
| 2    | K. RC Genk                | 15  | 6 | 5 | 0 | 1 | 14 | 7  | +7   |  | K. RC Genk                 | 1-0 |     | 1-0 | 7-1 |
| 3    | SV Zulte Waregem          | 4   | 6 | 1 | 1 | 4 | 6  | 10 | -4   |  | SV Zulte Waregem           | 0-1 | 2-3 |     | 2-2 |
| 4    | K. RS Waasland-Beveren SK | 1   | 6 | 0 | 1 | 5 | 5  | 19 | -14  |  | K. RS Waasland-Beveren SK  | 1-2 | 0-2 | 0-2 |     |

#### Déroulement
Le YR KV Mechelen prend un excellent départ avec trois succès de suite. Lors de la 4e rencontre le K. RC Genk s'impose à domicile (''1-0) contre le "Malinwa" et replace les deux formations à égalité de points.

### Groupe B

#### Classement
| Rang | Équipe                  | Pts | J | G | N | P | Bp | Bc | Diff |  | Résultats (▼ dom., ► ext.) | LOK | MOU | OST | WES |
| ---- | ----------------------- | --- | - | - | - | - | -- | -- | ---- |  | -------------------------- | --- | --- | --- | --- |
| 1    | KSC Lokeren             | 13  | 6 | 4 | 1 | 1 | 19 | 9  | +10  |  | KSC Lokeren                |     | 2-1 | 6-1 | 1-1 |
| 2    | Royal Mouscron-Péruwelz | 10  | 6 | 3 | 1 | 2 | 9  | 8  | +1   |  | Royal Mouscron-Péruwelz    | 1-5 |     | 2-0 | 1-1 |
| 3    | KV Ostende              | 6   | 6 | 2 | 0 | 4 | 6  | 12 | -6   |  | KV Ostende                 | 1-2 | 0-1 |     | 2-0 |
| 4    | KVC Westerlo            | 5   | 6 | 1 | 2 | 3 | 7  | 12 | -5   |  | KVC Westerlo               | 4-3 | 0-3 | 1-2 |     |

#### Déroulement
La R. Mouscron-Péruwelz prend le meilleur départ avec deux succès tandis que le Lokeren est accroché (1-1) par Westerlo.
Lors des 3e et 4e rencontre, le K. SC Lokeren prend une sérieusement option sur la qualification en allant d'abord s'imposer (1-5) au Canonnier puis en battant une nouvelle fois le RMP (2-1) au Daknam.

### Finale des Play-offs 2
Ces rencontres opposent les deux vainqueurs de groupe.
| 16 mai 2015 | K. SC Lokeren O-Vl. | 2 - 2 | YR KV Mechelen |  |  |
|             |                     |       |                |  |  |

| 23 mai 2015 1 | YR KV Mechelen | 2 - 1 | K. SC Lokeren O-Vl. |  |  |
|               |                |       |                     |  |  |

1 Cette rencontre est jouée au stade Den Dreff d'OH Leuven car des travaux de construction d'une nouvelle tribunes ont débuté au stade Achter de Kazerne, du KV Mechelen.

### Barrage pour la Ligue Europa
Ces rencontres opposent le vainqueur des Play-Offs 2 à l'équipe classée cinquième des Play-Offs 1.
| 28 mai 2015 1 | YR KV Mechelen | 2-1 | Royal Charleroi Sporting Club |  |  |
|               |                |     |                               |  |  |

| 31 mai 2015 | Royal Charleroi Sporting Club | 2-0 | YR KV Mechelen |  |  |
|             |                               |     |                |  |  |

1 Cette rencontre est jouée au stade Den Dreff d'OH Leuven car des travaux de construction d'une nouvelle tribunes ont débuté au stade Achter de Kazerne, du KV Mechelen.

## Play-offs 3
Les clubs qui terminent aux 15e et 16e places de la saison régulière s'affrontent lors d'un mini-championnat de cinq matchs. Le 15e débute ces matchs avec un avantage de 3 points et bénéfice de trois matchs à domicile : le 1er, le 3e et le 5e. Le gagnant de ce mini-championnat joue les barrages contre des clubs de D2. Le perdant descend directement en D2.
| Rang | Équipe            | Pts | J | G | N | P | Bp | Bc | Diff |  | Résultats (▼ dom., ► ext.) | LIE | CSB | LIE | CSB | LIE |
| ---- | ----------------- | --- | - | - | - | - | -- | -- | ---- |  | -------------------------- | --- | --- | --- | --- | --- |
| 1    | Lierse SK         | 9   | 4 | 3 | 0 | 1 | 8  | 4  | +4   |  | Cercle Bruges KSV          | 2-3 |     | 0-2 |     |     |
| 2    | Cercle Bruges KSV | 6   | 4 | 1 | 0 | 3 | 4  | 8  | -4   |  | Lierse SK                  |     | 0-1 |     | 3-1 |     |

Règles de départage : points, victoires (les  autres critères habituels sont inutiles vu qu'avec le bonus de 3 points, il est impossible d'avoir le même nombre de points et de victoires).

### Déroulement
Les trois premières rencontres par autant de victoires en déplacement. Le Lierse fait la différence en étant le premier à gagner à domicile lors de la 4e partie. Le "matricule 30" évite la descente directe car il possède une victoire d'avance sur son rival.
Le Cercle Brugge K. SV descend en Division 2 après douze ans de présence au sein de l'élite, et vivra lors de la saison 2015-2016, son 7e séjour au 2e niveau (le sixième avait duré...6 saisons).

## Statistiques

### Meilleurs buteurs
Mis à jour le 30 mai 2015
Le classement des meilleurs buteurs comptabilise uniquement les goals inscrits durant la phase classique et les plays-off. Les buts marqués durant les matchs de barrage ne sont pas pris en compte.
| Rang | Nom                  | Nationalité | Équipe            | Buts | Matchs | Pénalties |
| ---- | -------------------- | ----------- | ----------------- | ---- | ------ | --------- |
| 1er  | Aleksandar Mitrović  | Serbie      | RSC Anderlecht    | 20   | 37     | 0         |
| 2e   | Ivan Santini         | Croatie     | KV Courtrai       | 15   | 33     | 0         |
| 3e   | Geoffrey Mujangi Bia | Belgique    | Standard de Liège | 14   | 34     | 5         |
| 4e   | Renaud Emond         | Belgique    | Waasland-Beveren  | 14   | 34     | 2         |
| 5e   | José Izquierdo       | Colombie    | Club Bruges       | 13   | 32     | 0         |
| 6e   | Laurent Depoitre     | Belgique    | KAA La Gantoise   | 13   | 35     | 0         |
| 7e   | Dalibor Veselinović  | Serbie      | KV Malines        | 12   | 35     | 2         |
| 8e   | Abdoulaye Diaby      | Mali        | Mouscron-Péruwelz | 12   | 21     | 0         |
| 9e   | Teddy Chevalier      | France      | KV Courtrai       | 12   | 37     | 0         |
| 10e  | Mijat Marić          | Suisse      | KSC Lokeren       | 11   | 32     | 8         |

### Meilleurs passeurs
Mis à jour le 30 mai 2015
| Rang | Nom                  | Nationalité    | Équipe            | Assists | Matchs |
| ---- | -------------------- | -------------- | ----------------- | ------- | ------ |
| 1er  | Víctor Vázquez       | Espagne        | Club Bruges KV    | 15      | 30     |
| 2e   | Teddy Chevalier      | France         | KV Courtrai       | 12      | 37     |
| 3e   | Ayanda Patosi        | Afrique du Sud | KSC Lokeren       | 12      | 26     |
| 4e   | Lior Refaelov        | Israël         | Club Bruges       | 10      | 31     |
| 5e   | Dennis Praet         | Belgique       | RSC Anderlecht    | 9       | 30     |
| 6e   | Danijel Miličević    | Suisse         | KAA La Gantoise   | 9       | 33     |
| 7e   | Laurent Depoitre     | Belgique       | KAA La Gantoise   | 9       | 35     |
| 8e   | Steven Defour        | Belgique       | RSC Anderlecht    | 8       | 29     |
| 9e   | Brecht Dejaeghere    | Belgique       | KAA La Gantoise   | 8       | 36     |
| 10e  | Geoffrey Mujangi Bia | Belgique       | Standard de Liège | 7       | 34     |

## Parcours en coupes d'Europe
| Club                | Compétition         | Tour d'entrée            | Résultat                            | Dernier(s) adversaire(s) | Dernier(s) adversaire(s) | Dernier(s) adversaire(s) | Résultats en phase de groupes | Résultats en phase de groupes | Résultats en phase de groupes | Résultats en phase de groupes | Résultats en phase de groupes | Résultats en phase de groupes |
| Club                | Compétition         | Tour d'entrée            | Résultat                            | Dernier(s) adversaire(s) | Dernier(s) adversaire(s) | Dernier(s) adversaire(s) | Pts                           | G                             | N                             | P                             | Bp                            | Bc                            |
| ------------------- | ------------------- | ------------------------ | ----------------------------------- | ------------------------ | ------------------------ | ------------------------ | ----------------------------- | ----------------------------- | ----------------------------- | ----------------------------- | ----------------------------- | ----------------------------- |
| R. SC Anderlecht    | Ligue des champions | Phase de groupes         | 3e en phase de groupes              | Borussia Dortmund        | Arsenal                  | Galatasaray              | 6                             | 1                             | 3                             | 2                             | 8                             | 10                            |
| R. SC Anderlecht    | Ligue Europa        | 1/16 de finale           | éliminé en 1/16 de finale           | Dynamo Moscou            | Dynamo Moscou            | Dynamo Moscou            |                               |                               |                               |                               |                               |                               |
| R Standard de Liège | Ligue des champions | 3e tour de qualification | éliminé en barrages                 | Zénith Saint-Pétersbourg | Zénith Saint-Pétersbourg | Zénith Saint-Pétersbourg |                               |                               |                               |                               |                               |                               |
| R Standard de Liège | Ligue Europa        | Phase de groupes         | 4e en phase de groupes              | Feyenoord                | Séville FC               | HNK Rijeka               | 4                             | 1                             | 1                             | 4                             | 4                             | 10                            |
| Club Brugge KV      | Ligue Europa        | 3e tour de qualification | éliminé en quarts de finale         | Dnipro Dnipropetrovsk    | Dnipro Dnipropetrovsk    | Dnipro Dnipropetrovsk    | 12                            | 3                             | 3                             | 0                             | 10                            | 2                             |
| KSC Lokeren         | Ligue Europa        | Barrages                 | 3e en phase de groupes              | Legia Varsovie           | Trabzonspor              | Metalist Kharkiv         | 10                            | 3                             | 1                             | 2                             | 4                             | 4                             |
| SV Zulte Waregem    | Ligue Europa        | 2e tour de qualification | éliminé au 3e tour de qualification | Shakhtyor Soligorsk      | Shakhtyor Soligorsk      | Shakhtyor Soligorsk      |                               |                               |                               |                               |                               |                               |

## Bilan de la saison
| Championnat de Belgique de football 2014-2015 |                                                  |
| Champion                                      | KAA La Gantoise (1er titre)                      |
| Dauphin                                       | Club Bruges KV                                   |
| Coupes et trophées                            |                                                  |
| Vainqueur de la Coupe de Belgique 2014-2015   | Club Bruges KV                                   |
| Vainqueur de la Supercoupe de Belgique 2014   | R. SC Anderlecht                                 |
| Qualifications continentales                  |                                                  |
| Ligue des champions de l'UEFA 2015-2016       | KAA La Gantoise (Phase de groupes)               |
| Ligue des champions de l'UEFA 2015-2016       | Club Bruges KV (3e tour de qualification)        |
| Ligue Europa 2015-2016                        | R. SC Anderlecht (Phase de groupes)              |
| Ligue Europa 2015-2016                        | Standard de Liège (3e tour de qualification)     |
| Ligue Europa 2015-2016                        | Sporting de Charleroi (2e tour de qualification) |
| Promotions et relégations                     |                                                  |
| Promus en Jupiler Pro League (D1)             | K. Saint-Trond VV Oud-Heverlee Louvain           |
| Relégués en Proximus League (D2)              | Cercle Bruges Lierse SK                          |